# Rogljevo
Rogljevo (kyrillisch Рогљево) ist ein Dorf in der Opština Negotin und im Bezirk Bor und somit im Osten Serbiens.

## Geschichte und Namen
Es wird angenommen, dass das Dorf im Laufe des 15. Jahrhunderts entstanden ist. Am Anfang des 16. Jahrhunderts hatte das Dorf über 50 Häuser. Im 17. Jahrhundert sank die Einwohnerzahl rapide, deshalb wird angenommen, dass Rogljevo vor 400 Jahren eine einigermaßen wichtige Rolle in der heutigen Gegend gespielt hat.

## Einwohner
Die Volkszählung 2002 (Eigennennung) ergab, dass 183 Menschen in Rogljevo leben. Davon waren:
|         | Anzahl | Prozent |
| Gesamt  | 183    | 100     |
| Serben  | 182    | 99,45   |
| Kroaten | 1      | 0,55    |

Weitere Volkszählungen:
- 1948: 633
- 1953: 614
- 1961: 574
- 1971: 454
- 1981: 351
- 1991: 258